# Batalha de Bor
A Batalha de Bor foi uma das primeiras batalhas da Guerra Civil do Sudão do Sul, consistindo em uma série de confrontos pela cidade de Bor, capital do estado de Jonglei, entre o Exército de Libertação do Povo do Sudão e os seus desertores comandados por Peter Gadet, integrante da força que se tornaria o Movimento Popular de Libertação do Sudão na Oposição. A cidade mudou de mãos quatro vezes entre 18 de dezembro de 2013 e 18 de janeiro de 2014, deixando por fim as Forças Armadas do Sudão do Sul no controle.

## Antecedentes
Em 15 de dezembro de 2013, eclodiram confrontos na capital, Juba, quando unidades predominantemente nueres desertaram do Exército de Libertação do Povo do Sudão, o exército do Sudão do Sul. Durante os confrontos, soldados dinkas mataram civis nueres no que alguns nueres chamaram de massacre. As tensões aumentaram em Bor, no estado de Jonglei, e três dinkas (todos membros do subgrupo Bor) foram mortos em incidentes ao redor da cidade em 17 de dezembro. 
Ao longo da batalha, foram feitas comparações com o massacre de Bor em 1991, durante a Segunda Guerra Civil Sudanesa, na qual as forças nueres comandadas por Riek Machar mataram cerca de 2.000 dinkas.

## Batalha

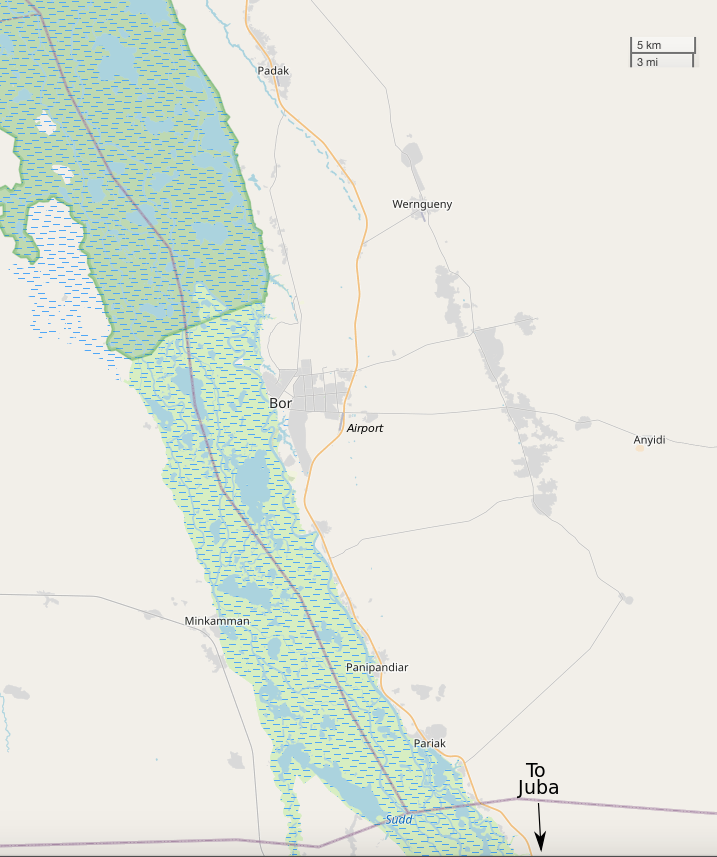
Bor e as cidades vizinhas em que a batalha ocorreu.

Em 18 de dezembro de 2013, às 02h30, cerca de 2.000 soldados comandados por Peter Gadet, comandante da 8.ª Divisão, uma unidade predominantemente nuer, desertaram e lançaram um ataque surpresa com tanques, foguetes, morteiros e artilharia nos acampamentos militares Panpandiar e Malual-Chaat nos arredores de Bor, tomando-os por volta das 05:00. Os combates espalharam-se pela cidade e uma grande parte da população civil fugiu. Na noite de 18 de dezembro, as tropas de Gadet controlavam o centro da cidade. Em 21 de dezembro, tiros atingiram dois aviões militares dos Estados Unidos que tentavam evacuar cidadãos americanos do Sudão do Sul, ferindo quatro militares e forçando os aviões a recuar. Também em 21 de dezembro, houve relatos de jatos de Uganda bombardeando posições rebeldes. Cerca de 15.000 civis fugiram para a base da ONU em Bor em 22 de dezembro, levando a ONU a reforçar a base. 
Elementos da 3.ª Divisão foram levados às pressas para Juba enquanto os militares sul-sudaneses se preparavam para retomar Bor. Em 24 de dezembro, o Exército de Libertação do Povo do Sudão declarou vitória após tomar Panpandiar e Malual-Chaat e, em seguida, a maior parte da cidade enquanto as tropas de Gadet recuaram ordenadamente, mas os combates continuaram perto do aeroporto. Não houve cerimônias de Natal na cidade em 25 de dezembro, pois os combates se deslocaram do norte de Bor para a cidade de Padak.
Em 27 de dezembro, os jatos ugandenses MiG-29  bombardearam posições rebeldes ao redor de Bor,  e em 30 de dezembro Uganda confirmou que havia enviado tropas para o Sudão do Sul.
Em 30 de dezembro, jovens do Exército Branco Nuer juntaram-se aos rebeldes na tentativa de retomar Bor. Em 31 de dezembro, os rebeldes controlavam a maior parte de Bor, com o Exército de Libertação do Povo do Sudão controlando o aeroporto. O presidente Salva Kiir declarou estado de emergência no estado de Jonglei em 1 de janeiro de 2014, enquanto os rebeldes se moviam para o sul na direção de Juba ao longo da estrada Bor-Juba. Os militares sul-sudaneses começaram a liberar guarnições de Equatória para Juba e Uganda também enviou reforços.  Em 4 de janeiro, enquanto se moviam de Juba para a linha de frente na cidade de Pariak, ao sul de Bor, dois grupos de soldados das forças armadas sul-sudanesas foram emboscados, sofrendo pesadas baixas, incluindo a morte do general de brigada Abraham Jongroor Deng. Em 5 de janeiro, as forças governistas tomaram Pariak e avançaram para os arredores de Bor. No entanto, os rebeldes lançaram um ataque do leste em Pariak, agora atrás das linhas de frente, mas foram repelidos.
Em 17 de janeiro, as forças de Gadet,  subjugadas por ataques aéreos e não querendo um confronto com os ugandenses, retiraram-se de Bor. No entanto, o Exército de Libertação do Povo do Sudão e a Força de Defesa do Povo de Uganda não entraram na cidade até 18 de janeiro, acreditando que os rebeldes ainda estavam lá.

## Consequências
Após um mês de conflito, Bor foi  majoritariamente destruída por causa dos combates e saques. Ao reconquistar a cidade, os soldados governistas tentaram forçar sua entrada no acampamento da ONU. O acampamento ainda continha milhares de pessoas, levando a um surto de sarampo cerca de uma semana após o fim do conflito.

## Nota
- Este artigo foi inicialmente traduzido, total ou parcialmente, do artigo da Wikipédia em inglês cujo título é «Battle of Bor».